# Student Agency

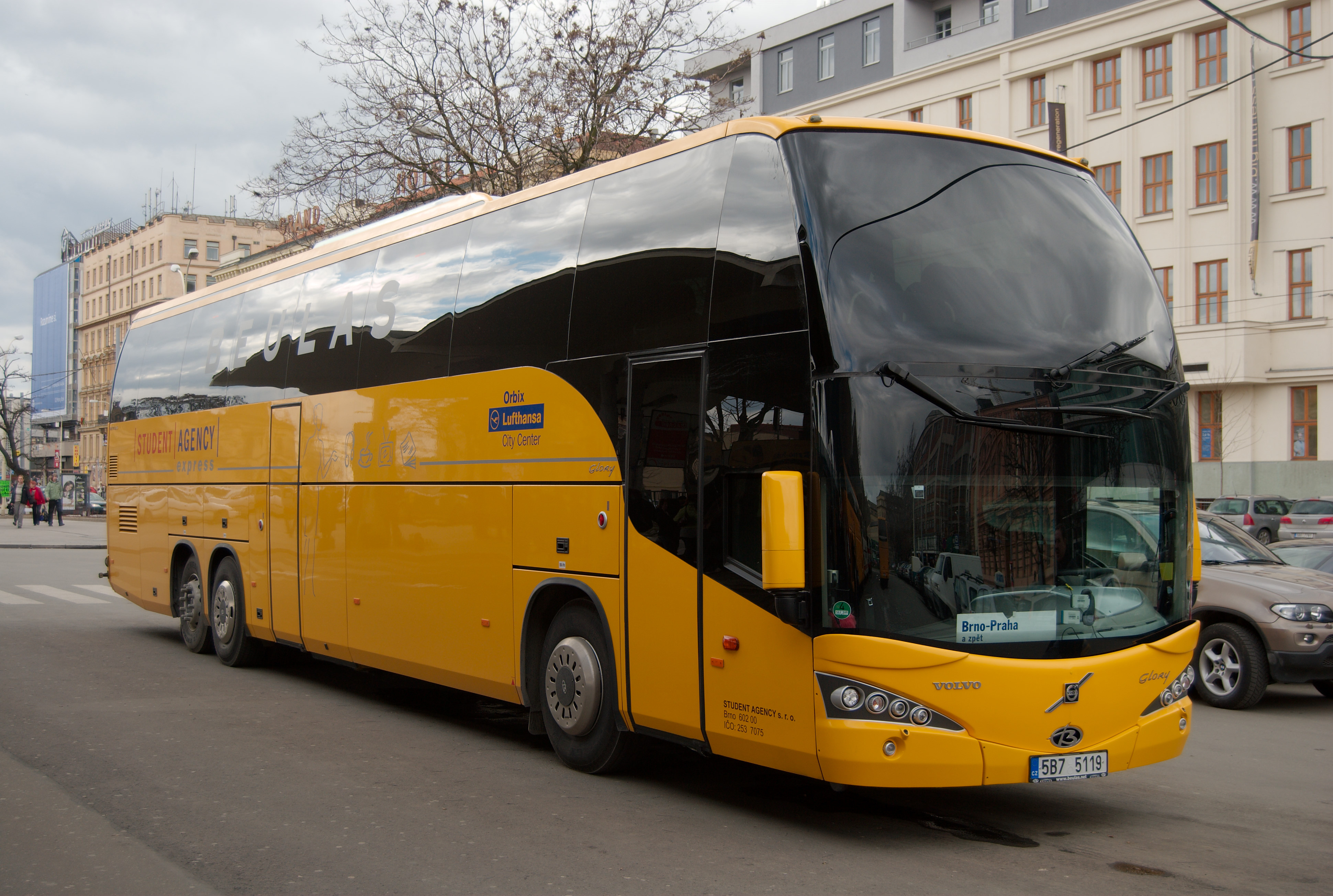
Автобус Beulas Glory компанії Student Agency.

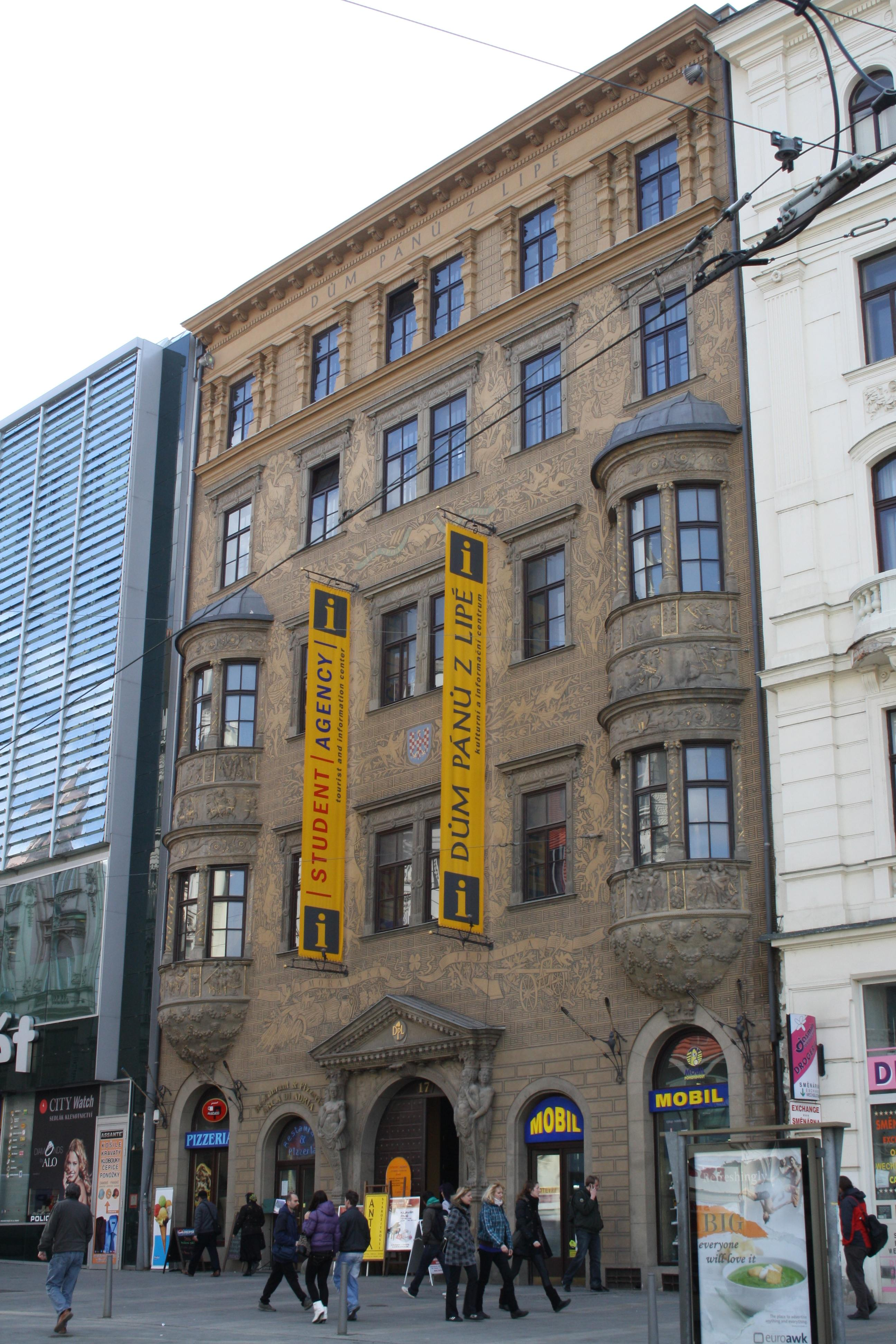
Офіс компанії у Брно.

Student Agency — чеська компанія, що здійснює регулярні пасажирські автобусні перевезення Європою, також займається продажем автобусних і авіа квитків. 

## Про компанію
Створена 1996 року, штаб-квартира розташована у Брно (Чехія).
Компанію було засновано Радімом Янчурою, випускником університету технологій міста Брно. З 1996 року Янчура залишається головним виконавчим директором та єдиним власником.

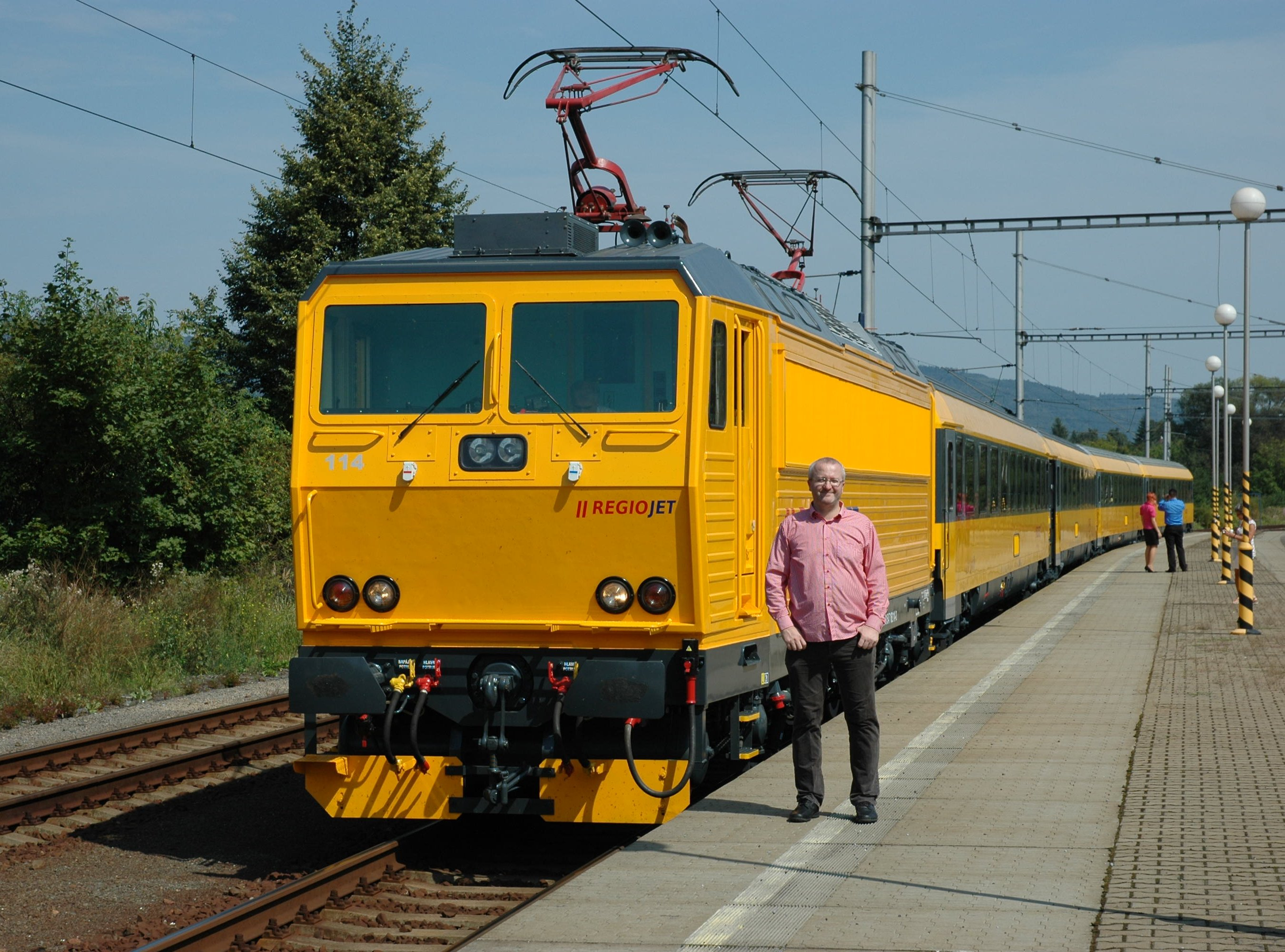
Радим Янчура у Липнику на Бечвоу поряд із фірмовим поїздом RegioJet (2011).

На кінець 2004 року у компанії працювало 368 співробітників, щорічний оборот становив 1,5 млрд. чеських крон, операційний прибуток — 9 млн. крон.
Статутний капітал компанії — 1 млн. крон. У першому півріччі 2008 року компанія оголосила про операційний прибуток у розмірі 2,1 млрд. крон і зайняло 950 нових співробітників.
2006 року Янчура отримав чеську премію "Підприємець року" від Ernst & Young.
Компанія з'єднує Прагу з Остравою, Віднем (через Брно), з Пльзнем, Ліберцем та містом Градец Кралове. Найпопулярніша лінія — Прага-Брно з цілодобовим рухом автобусів. Окрім цих рейсів, діють міжнародні напрямки: Лондон, Амстердам, Ейндховен, Гамбург, Мюнхен, Берлін, Штутгарт, Париж, Кошице, Будапешт, Рим, Неаполь, Венеція, Цюрих, Берн, Женева, Осло тощо.
Компанія є власником іншого перевізника, RegioJet, це приватний залізничний оператор, який конкурує з чеськими та словацькими державними залізницями. Поїзди компанії мають дозвіл на чеських залізницях і, окрім іншого, обслуговують маршрут Острава—Прага.

### Автопарк
Компанія налічує близько 150 автобусів, раніше це були в основному іспанські автобуси Beulas та Ayats, до 2016 року їх поступово замінили на нові. З 2016 в основному використовуються автобуси Irizar на шасі Volvo або інтегральні моделі PB (98 одиниць) і i8 (45). 
Автобуси Setra S431 DT пофарбовано в білий колір Deutsche Bahn, вони обслуговують рейси до Мюнхену та Нюрнберга. Решта автобусів мають характерний жовтий колір. 
На більшості маршрутів надаються гарячі напої і журнали чеською.